# ثيسبروتيكو
ثيسبروتيكون (Θεσπρωτικόν) هي مدينة في بريفيزا في مقاطعة كينتريكي إلادا في اليونان.
يبلغ عدد سكانها حوالي 1592 نسمة.